# 寧成
寧 成（ねい せい、生没年不詳）は、前漢の武帝時代の酷吏と呼ばれた官吏の一人。南陽郡穣県（現在の河南省南陽市鄧州市）の人。

## 略歴
寧成は景帝の時代に謁者として仕えていた。悪知恵に長けていて、残酷な性格の寧成は上役を押さえ込み、部下を巧みに操った。寧成は済南都尉に任命された。おりしもその済南郡にはのちに「蒼鷹」と恐れられることになる郅都が太守をしていた。これまでの都尉は郅都を怖れたが、寧成は横柄な態度を見せた。寧成の評判を聞いていた郅都は彼を厚遇した。
その後寧成は長安に呼び戻され、中尉となった。中尉となると彼は郅都のような統治を行ったが、清廉さでは郅都に及ばなかった。寧成は持ち前の狡賢さで、過酷に裁いたので漢の皇族・宗室や外戚と貴族は寧成に対して戦慄してこれを恐れた。
しかし、武帝が即位した翌年の建元元年（紀元前140年）に寧成は長安県令である内史に任務替えされた。そのため、中尉ではなくなった寧成に対して外戚などが彼を誹謗し訴える者が多く、後任の中尉の詰問による裁きを受けた寧成は死刑判決となり、罪に落ち頭の毛や髭を剃られた。当時は九卿は罪に落ちると自殺する者が多かったが、官僚としての出世を諦めた寧成は死刑囚用の首枷を外してそのまま脱獄して、通関証を偽造して函谷関を通り抜けて故郷に帰った。そのとき寧成は「仕官をして2千石の官に出世せずに、商売をして千万銭の財産を蓄えられないようでは、人間のうちに入らぬわ」と述べた。
以降の寧成は、まず広大な山の田地千余頃を後払いという約束で買い込み、それを貧民に貸して儲け、やがては数千戸の小作を抱え、労働させるほどの勢いとなっていった。そして恩赦が行われて以前の罪がすべて許されたころにはすでに寧成は百万長者になっていた。その後、寧成は遊侠の徒となって振る舞い、現地の官吏の弱みを握って操り、外出の際には数十人の配下を従えた。そのため、住民は郡の太守よりも寧成を重んじるほどであった。
寧成のことを聞いた武帝は、彼を太守として再登用しようと思うも、御史大夫の公孫弘が前科を持つ寧成を再登用にすべきではないと反対したが、武帝は聞き容れずに寧成を函谷関の都尉に任じた。すると公孫弘の諫言は的中して、南陽や函谷関の人々は「寧成の怒りに遭うより子育て中の凶暴な虎に遭う方がましだ」と言うようになった。しかし南陽に赴任してきた新しい太守義縦は函谷関に赴くと、寧成はへりくだって出迎えたが、義縦は鼻息を荒くして、これを相手にしなかった。やがて義縦は容赦なく寧成の一族を調べて取り潰し、再び有罪となりこれに慄いた寧成は函谷関の土豪の孔氏と暴氏の一族とともに逃亡した。
なお、横山光輝の『史記』で「野心家寧成」として上げられている。最後の部分に南陽太守義縦が寧成の身辺調査をしたため、有罪になることを恐れた寧成は南陽より逃亡して、行方知れずとして終わらせている。